# اتحاد مصارعة النخبة
اتحاد مصارعة النخبة (بالإنجليزية:  All Elite Wrestling)‏ ويختصر إلى (AEW)، هو اتحاد مصارعة محترفين أمريكي تأسس في 1 يناير 2019 على يد الملياردير الأمريكي شهيد خان وابنه توني خان، لاعب كرة القدم الأمريكية السابق، حيث كان شهيد خان المستثمر الرئيسي في الاتحاد، بينما توني خان هو مؤسس الشركة والرئيس التنفيذي لها.
يُعتبر المصارعون المحترفون كودي رودس، ومات جاكسون، ونيك جاكسون، الذين يعرفون جماعيًا باسم "النخبة"، من أوائل المواهب التي تعاقد معها الاتحاد، حيث يشغل الثلاثة مناصب نائب رئيس تنفيذي بجانب كيني أوميغا، وهو أيضًا مصارع محترف ومؤسس مشارك لفريق النخبة. يقع مقر الاتحاد في مدينة جاكسونفيل بولاية فلوريدا في الولايات المتحدة الأمريكية.

## البطولات والانجازات

### البطولات
| البطولة                     | اسم البطل (ة)                  | عدد مرات حمل اللقب | تاريخ الفوز باللقب | عدد ايام حمل اللقب | الموقع               | الملاحظات |
| --------------------------- | ------------------------------ | ------------------ | ------------------ | ------------------ | -------------------- | --- |
| بطولة ايه اي دبليو العالمية | جون موكسلي                     | 1                  | فبراير 29, 2020    | 1844 +             | شيكاغو، إلينوي       | هزم كريس جيركو في عرض ريفيلوشن للفوز باللقب. |
| بطولة ايه اي دبليو للفرق    | (كيني أوميغا وهانجمان آدم بيج) | 1                  | يناير 21, 2020     | 1883+              | ناساو , جزر الباهاما | هزما هزما فريق اس سي يو (سكوربيو سكاي وفرانكي كازاريان) للفوز باللقب في 21 يناير 2020 على متن سفينة اللؤلؤة النرويجية كجزء من جولة جيركو كروز الموجة الثانية في ناساو، جزر البهاما، التي تم تسجيلها وتم بثها كحلقة مسجلة من برنامج ايه اي دبليو دايناميت بتاريخ 22 يناير 2020 |
| بطولة ايه اي دبليو للنساء   | نيلا روز                       | 1                  | فبراير 12, 2020    | 1861+              | سيدار بارك , تكساس   | هزمت ريهو في عرض ايه اي دبليو ديناميت علي تي ان تي بتاريخ 12 فبرير 2020 لتصبح أول متحولة جنسياُ تحقق بطولة نساء عالمية علي الأطلاق |

## روابط خارجية
- AEWrestling على تويتر.
- الموقع الرسمي